# Kabelhorst
Kabelhorst é um município da Alemanha, localizado no distrito de Ostholstein, estado de Schleswig-Holstein.